# 未希
未希（みき、1976年4月21日 - ）は、神奈川県出身の女性ファッションモデル。一時期、荒牧 未希（あらまき みき）として活動していた。館岡事務所 (Tateoka Office) 所属。

## 略歴
雑誌「セブンティーン」や「non-no」、「So-en」などの専属モデルをはじめ、1997年に映画「CUTE」でパリコレに憧れるモデル志望の主人公を演じ、撮影中に実際にパリコレのオーディションに合格する。
その後パリ・コレクションの他にも東京コレクション、ニューヨーク・コレクションなど国内外で日本を代表するトップモデルとして活躍。
3代目「爽健美人」として爽健美茶のCMに出演。2000年に「第44回FEC モデルオブザイヤー」を受賞。
また、1999年7月にファッション雑誌「VOGUE」日本版の創刊号の表紙にスーパーモデル、ケイト・モスと共に登場していた。

## 出演

### 映画
- CUTE（1997年）- 永井ミキ 役
- イノセントワールド（1998年）
- コトバのない冬 echo of silence（2008年）- 黒川早知 役

### テレビドラマ
- 君を見上げて（2002年、NHK総合テレビ）- 小坂瑛子 役

### CM
- 山之内製薬「ハーブキャンディ」（1992年）
- ロレアル「Feria」（1996年 - 1999年）
- コカ・コーラ「爽健美茶」（1997年 - 1998年）
- 三菱自動車「パジェロio」（1998年）
- 香港移動通訊「One2Free」（1998年）
- デビアス （1999年 - 2000年）
- VOGUE NIPPON （2000年）
- J-PHONE 写メール『Hi!篇』（2001年）
- マスターフーズ「シェーバ」（2002年）
- サッポロビール ヱビスビール『カウンター篇』（2002年）
- 東芝「ダイナブック」（2002年）
- ソニー「ベガ」（2005年）
- 味の素「クノールpota 栗かぼちゃのスープ」（2005年）
- ホンダ「ストリーム」（2006年）
- 世界文化社「MISS」（2006年）
- ライオン ペアアクネW『残したくない篇』（2006年）
- ニッセン『はじめてのデート篇』（2006年）

### PV
- B'z「Calling」 (1997年)

### ショー

#### パリ
- Jean-Paul GAULTIER
- CELINE
- THIERRY MUGLER
- KENZO
- Christian Dior
- Yves Saint Laurent
- Hiromichi Nakano
- YUKI TORII 他

#### 東京
- CHANEL
- BURBERRY
- Christian Dior
- KENZO
- ARMANI
- VIVIENNE WESTWOOD
- CHLOE
- MARC JACOBS 他

### 雑誌
- ELLE
- VOGUE
- Harper's Bazaar
- GRACE
- marie claire
- CREA
- SPUR
- GINZA
- 婦人公論
- MISS
- Grazia
- BAILA
- BOAO
- DAMA collection